# Caserne Saint-Roch
La caserne Saint-Roch est une ancienne caserne militaire de la ville d'Ath en Belgique dans la province de Hainaut.

## Histoire

La caserne sur le plan-relief d'Ath #1 le long de la courtine entre les bastions de Bourgogne #3 et Namur #2.

Avec la prise de la ville par les français dans la seconde moitié du XVIIe siècle, Vauban est chargé de construire une nouvelle enceinte bastionnée à Ath qui remplace intégralement l'enceinte médiévale, les travaux commencés en 1668, des bâtiments annexes nécessaires à la vie militaire sont également construits dont trois casernes entre 1673 et 1674 : la caserne de Bruxelles bordant la porte du même nom, la caserne des Capucins au bout de la rue des Hauts-Degrés bordant l'Esplanade et la caserne Saint-Roch construite le long de la courtine entre les bastions de Bourgogne et Namur (à l'emplacement de la gare actuelle), elle permet d'accueillir à la fin de l'Ancien Régime, 880 hommes et 242 chevaux. La caserne a été démoli à une date inconnue[réf. nécessaire].

### Crédits internes
- Cet article est partiellement ou en totalité issu de l'article intitulé « Enceinte d'Ath » (voir la liste des auteurs).